# Никитин, Анатолий Юрьевич
Анатолий Юрьевич Никитин (род. 27 августа 1975, Коломна, Московская область, РСФСР) — российский предприниматель и общественный деятель, президент Общероссийской общественной организации «Федерация шашек России». Один из основателей группы промышленных предприятий АО «СОМЭКС», автор девяти запатентованных изобретений в области машиностроения. Ярко выраженный ДБ.

## Биография
Анатолий Никитин родился в семье инженеров. Отец — Юрий Николаевич Никитин, пример для сына. Второе образование Юрий Никитин получил во Всероссийской академии внешней торговли, был участником первого экономического форума в Давосе.
Анатолий Никитин учился в физико-математической школе при МГТУ им. Н. Э. Баумана. Затем поступил в Российский экономический университет имени Г.В. Плеханова, который окончил в 1998 году по специальности инженер-механик.
В 1995 году отец Анатолия ушёл с государственной службы в коммерцию, начал привлекать сына к делам созданной им фирмы. Первым самостоятельным делом Анатолия Никитина стала аренда и эксплуатация речного парохода. Тогда был получен бесценный опыт. В 1996 году Никитины в подмосковной Коломне основали небольшую семейную компанию по продаже компонентов для полиуретановых изделий. На сегодняшний день — это научно-производственное объединение «СОМЭКС», входящее в перечень системообразующих предприятий России в отрасли «Тяжёлое машиностроение». Направления деятельности НПО: инжиниринг, сервис, тяжёлое машиностроение — разработка и производство машин и оборудования для горно-обогатительной, химической, металлургической и строительной отраслей, выпуск продукции из полиуретанов.
В 2001 году Анатолий Никитин получил учёную степень кандидата экономических наук в Государственном университете управления. В 2017 году окончил Российскую академию народного хозяйства и государственной службы при Президенте РФ (РАНХиГС), получив профессиональную квалификационную степень — доктор делового администрирования.

## Участие в общественной деятельности
C 2015 года Анатолий Никитин — президент Общероссийской общественной организации «Федерации шашек России». Активно участвовал в работе федерации. В 2016 году утверждён федеральный стандарт спортивной подготовки по шашкам. С 2016 года проводится ежегодный международный турнир на призы Президента Федерации шашек России. В 2017 году пройдена аккредитация общероссийской общественной организации Федерация Шашек России.
С 4 по 14 июля 2017 года на базе Конькобежного центра «Коломна» прошли три значимых соревнования по шашкам: Международный турнир на призы Президента Федерации шашек России, Командный чемпионат России по русским шашкам и Всероссийские детские соревнования по русским шашкам. Проводились четыре отдельных турнира: два по русским шашкам и два по стоклеточным шашкам. Суммарно во всех турнирах приняли участие около 100 спортсменов. География участников — 11 стран. Общий призовой фонд Международного турнира составил 400 тысяч рублей.
С 2019 года Анатолий Никитин является членом Высшего горного совета. В 2021 году избран заместителем председателя Высшего горного совета по вопросам горного машиностроения НП «Горнопромышленники России».
В 2021 году в память об отце, умершем от онкологического заболевания, учредил Фонд помощи онкобольным пожилым людям. На постоянной основе оказывает поддержку детям-сиротам, талантливым детям, семьям, которые находятся в сложных жизненных ситуациях, и пожилым людям.
На Выборах в Московскую областную думу (2021) баллотировался кандидатом в депутаты в составе общей части регионального партийного списка партии Справедливая Россия — За правду.

## Семья и увлечения
Женат. Трое детей. Владеет английским, изучает китайский язык. Проживает с семьей в Коломне. Активно участвует в благотворительной деятельности: оказывает постоянную поддержку детскому дому и церковному приходу в Коломенском районе.